# Obrador Masriera
L'obrador Masriera, també conegut com a Palau Vigatans, és un edifici situat als carrers dels Vigatans i d'en Gíriti de Barcelona, catalogat com a bé cultural d'interès local. Des del 2013 acull una residència per a persones discapacitades.

## Història
La finca actual és el resultat de l'agrupació de quatre parcel·les d'origen medieval, les quals ja eren unificades el 1594. El 1737, Antoni d'Aranda l'adquirí en subhasta pública als marmessors de Maria Rosa Corrons i Janer per 300 lliures. El 1746, els marmessors d'Antoni d'Aranda la vengueren a carta de gràcia al mestre de cases Josep Ribes per 3.300 lliures, i el 1751, aquest la revengué al botiguer de teles Josep Lleonart i Artigas (1700-1777). Aquest havia comprat al comerciant Francesc Canals el dret de reinvidicar-la, que li havien venut Paula Reguant, vídua d'Antoni d'Aranda, i la seva filla Maria Manuela d'Aranda. A la seva mort el 1777, la casa passà a mans del seu fill, el comerciant Josep Lleonart i Roig, que el 1779 va demanar permís per a obrir una finestra amb ampit al carrer d'en Giriti. El 1781, va demanar novament permís per a fer-hi reformes a les façanes d'ambdós carrers. La seva germana Teresa es va casar amb el comerciant Agustí Vehils, caixer de la Taula de comuns dipòsits, amb qui va tenir Joaquim Vehils i Lleonart, procurador del comte de Santa Coloma. Casat amb Marianna Salvat i Martí, van ser pares dels advocats Agustí i Marià Vehils i Salvat, el primer dels quals heretaria la propietat.
A la dècada del 1840 s'hi va establir el joier i argenter Josep Masriera i Vidal (Sant Andreu de Llavaneres, 1810 - Barcelona, 1875): «Vigatans, 4, Fábrica de joyería y platería. D. José Masriera, diamantista, esmaltador y cincelador. Se hace toda clase de obra perteneciente á dichos ramos. Especialidad en devocionarios, tarjeteros, petacas, etc., con aplicaciones de la máquina Guillocher. Se dora y platea toda clase de metales. Se compra oro, plata y pedrería. Se sirven pedidos á todas partes.»
Agustí Vehils i Salvat morí el 1850, i el 1861, la seva vídua Modesta Font del Sol i Ferrer (†1888), juntament amb els tutors de l'hereu Antoni Vehils i Font del Sol, menor d'edat, van establir en emfiteusi la propietat a Masriera, amb l'obligació d'invertir-hi en millores 5.000 duros en el termini de 5 anys i la imposició d'un cens de 1.000 duros anuals. Al mateix temps, Modesta Font del Sol li va fer agnició de bona fe d'una botiga al carrer d'en Giriti que poc abans havia comprat a Josep Isern i Vila, adroguer de Vic. El 1864, Masriera va demanar permís per a remuntar-hi un pis, segons el projecte del mestre d'obres Francesc Batlle i Felip, i aquestes i altres obres foren executades pel paleta Gabriel Rovira, que cobrà 8.250 duros i 13 rals. Masriera va morir el 1875, i la vídua Eulàlia Manovens i els seus fills continuaren el negoci continuà sota la raó social Vídua de Masriera i Fills, amb botiga al carrer de Ferran, 35, i el 1878 restituïren la finca als antics propietaris.
El notari Agustí Vehils i Font del Sol va morir el 1892 i fou succeït per la seva germana Anna, casada amb Joaquim Cabrer i Forés. La finca va ser heretada per la seva filla Mercè Cabrer i Vehils, i el 1920, el seu procurador Celestí Frigola sol·licità per a fer obres a la planta baixa i pis principal. El 1939, Mercè Cabrer va demanar permís per a reparar-hi els estralls causats pels bombardejos de la Guerra Civil. El seu marit Tomàs Netto Columbri hi tenia una fàbrica d'escombretes de carbó i material elèctric, i a la seva mort el 1943, el negoci continuà com a Vídua de Tomàs Netto. Mercè Cabrer va morir el 1952, llegant la propietat a les seves filles Anna i Mercè Netto Cabrer, la darrera de les quals n'esdevindria l'única propietària. El 1972 la va llegar, amb la condició que s'hi establís una escola de puntaires i un museu de blondes, a l'Ajuntament de Barcelona, que l'acceptaria el 1978.

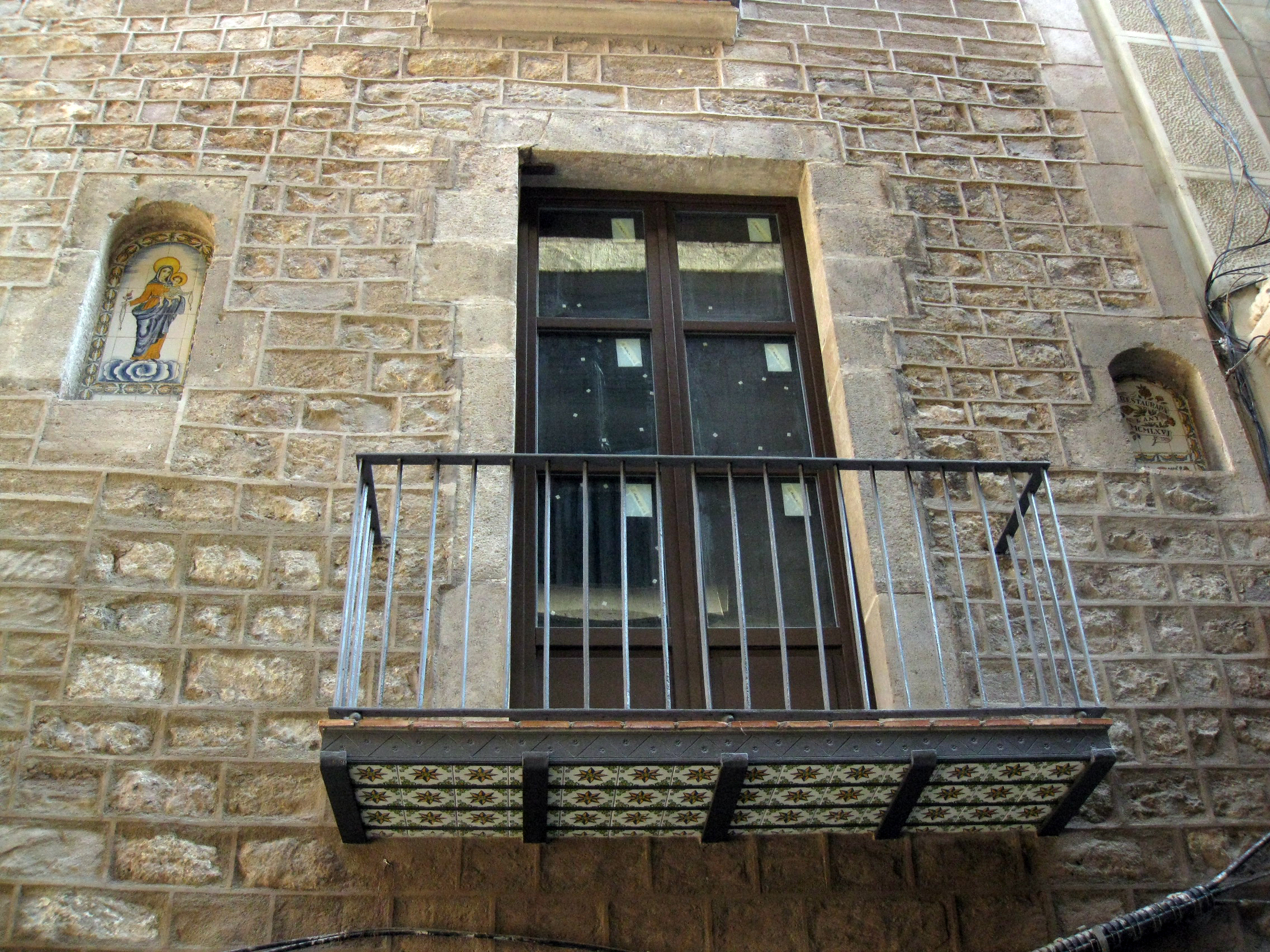
Detall d'un dels balcons i les fornícules del principal

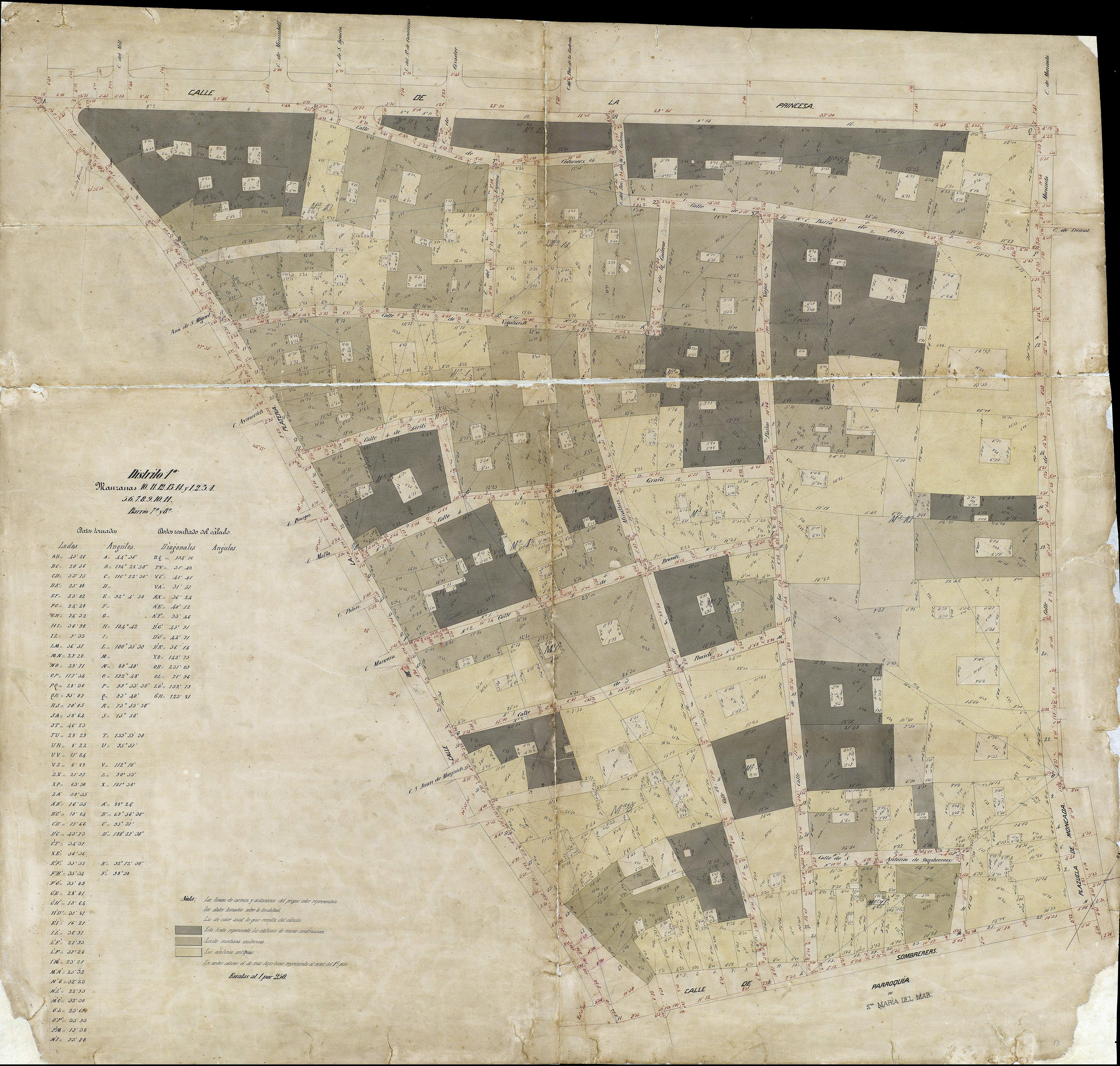
Quarteró núm. 13 de Garriga i Roca (c. 1860)

## Descripció
De planta baixa, principal i tres pisos, la façana principal al carrer dels Vigatans té una composició d'obertures força regular. Va ser reformada el 1966 per l'arquitecte Adolf Florensa amb la reconstrucció d'una galeria de quatre arcs d'arcs de mig punt, dos d'ells tapiats, i un ràfec de teula àrab a l'alçada del tercer pis, així com la transformació dels balcons (llindes, brancals i baranes) en finestres balconeres, excepte els del principal, amb llosana de ferro i rajoles. Altres elements afectats foren les fornícules del principal (la de l'esquerra conté un plafó de ceràmica amb la Mare de Déu i presenta restes d'una finestra romànica, i la de la dreta conté un text al·lusiu a la restauració), així com els carreus angulars i la cornisa del coronament. La planta baixa presenta obertures rectangulars i llindes de fusta, excepte l'entrada principal amb un arc de mig punt adovellat.
La façana del carrer d'en Gíriti no té balcons, i malgrat presentar uns esgrafiats del segle xviii, li manca la sobrietat que mostra la façana principal. El perímetre del coronament es soluciona amb un ampit d'obra i cornisa de pedra amb un senzill motllurat.
A l'interior destaca el pati, on s'ubica l'escala de pedra a cel obert que mena a la planta noble. Aquesta s'aboca a un passadís volat sobre al pati (amb voltes rebaixades recolzades als murs perimetrals) que dona accés a les diverses portes d'aquest nivell. Entrant al fons, hi ha dues obertures juntes, que recorden els arcs d'un claustre gòtic. Aquestes possiblement no siguin originals, donada la seva gran alçada, que no correspon als forjats ni estan centrades en el pany de mur. A la dreta, sobre l'escala hi ha una finestra d'estil barroc. A l'esquerra apareix un altre de renaixentista i a l'esquena una d'estil popular amb emmarcament de pedra sense decoracions. La resta de pisos fins a arribar al quart disposen de finestres o balcons sense volada cap al pati. Com a element decoratius cal destacar la finestra barroca amb motllures clàssiques acompanyades de elements florals i la presencia de fins a catorze figures entre bustos, bucranis i àngels.